# Christian Savoie
Christian Savoie, né le 25 mars 1976 à Val-Joli, Québec, est un homme fort canadien ayant participé aux concours de L'Homme le plus fort en Amérique du Nord et The World's Strongest Man (L'Homme le plus fort au monde) à plusieurs reprises.

## Biographie
Christian Savoie est né à Québec, connu comme le « berceau des hommes forts » et demeure à Sherbrooke. Il travaille à plein temps comme boucher.
Christian commence sa carrière d'homme fort lorsqu'il entre en compétition à l'âge de 25 ans. Lors de sa première victoire en 2008, il remporte la Coupe du Québec. La même année, il termine troisième de L'Homme le plus fort au Canada et deuxième comme L'Homme le plus fort en Amérique du Nord. En 2009, Christian remporte L'Homme le plus fort en Amérique, et une première place au tournoi de L'Homme le plus fort au Canada lui assura une invitation en 2009 au concours The World's Strongest Man (L'Homme le plus fort au monde).
En 2010, Christian remporte L'Homme le plus fort en Amérique à nouveau et se qualifie pour The World's Strongest Man. En 2011, il se classe deuxième de L'Homme le plus fort du Canada et remporte L'Homme le plus fort de l'Amérique du Nord pour la troisième année consécutive.
Durant les compétitions à Warwick en 2014, Savoie se déchire des ligaments aux genoux des deux jambes en tentant de transporter la roue de Conan autour de son socle.